# Бальтюс
Бальтазар Клоссовски де Рола (Balthasar Kłossowski de Rola; 29 февраля 1908, Париж — 18 февраля 2001, Россиньер, кантон Во-->), известный как Бальтюс (Balthus) — французский художник, младший брат Пьера Клоссовски.
На протяжении своего 80-летнего творческого пути Бальтюс обращался ко всем традиционным жанрам европейской живописи (пейзаж, натюрморт, портрет, жанровые сцены), насыщая их тревожно-эротической атмосферой и провокационным фрейдистским подтекстом.

## Биография и творчество
Бальтазар Клоссовский родился в 1908 году в Париже, куда его родители приехали из Бреслау в Силезии за пять лет до его рождения. Отец — Эрих Клоссовский (Erich Klossowski, 1875—1946), художник и искусствовед польского происхождения, знаток творчества Домье, был сыном рагнитского адвоката Леонарда Клоссовского. Мать — Элизабет Доротея Шпиро; 1886—1969), художница еврейского происхождения, среди друзей известная как Баладина, была одним из тринадцати детей синагогального кантора, композитора литургической музыки Абрама-Бера Спиро (1833—1903), перебравшегося с женой Фаней Форм (1837—1901) и старшими детьми из Кореличей Новогрудского уезда Минской губернии в Бреслау в 1873 году.
В Бреслау Абрам-Бер Спиро был назначен главным кантором Синагоги белого аиста — одной из двух основных синагог города. Родителей познакомил брат Баладины и друг Эриха Клоссовского, художник Ойген Шпиро (Юджин Спиро) (Eugene Spiro, 1874—1972), в ту пору муж Тиллы Дюрье.
Друзьями дома были Андре Жид, Пьер Боннар, Андре Дерен, Морис Дени. Во время Первой мировой войны семейство Клоссовских обосновалось в Берлине, где родители Бальтазара разошлись. После развода в 1917 году Баладина Клоссовски вступила в многолетнюю романтическую связь с поэтом Райнером Марией Рильке, которая длилась до его смерти в 1926 . В 1921 году Рильке выпустил в свет созданную 12-летним Бальтюсом серию рисунков сбежавшей из дома кошки Мицу вместе с собственным предисловием.
В 1935—1939 годах художник создал целую серию портретов девочки Терезы Бланшар, наиболее известным из которых стало полотно «Мечтающая Тереза» (1938).
В 1930-х годах Бальтюс, вернувшись в Париж, примкнул к кружку сюрреалистов и сблизился с Кокто, Арто, Миро, Пикассо и Джакометти. Эпатажный холст «Урок гитары» в 1934 году принёс начинающему художнику известность в авангардистских кругах. В работах тех лет неестественная застылость с почти фотографической точностью изображённых фигур придаёт даже бытовым сюжетам налёт мистической зачарованности. К началу 1940-х годов художник окончательно отошёл от принципов сюрреализма и создал ярко индивидуальную манеру, которую иногда сравнивают[кто?] с «магическим реализмом» в литературе.

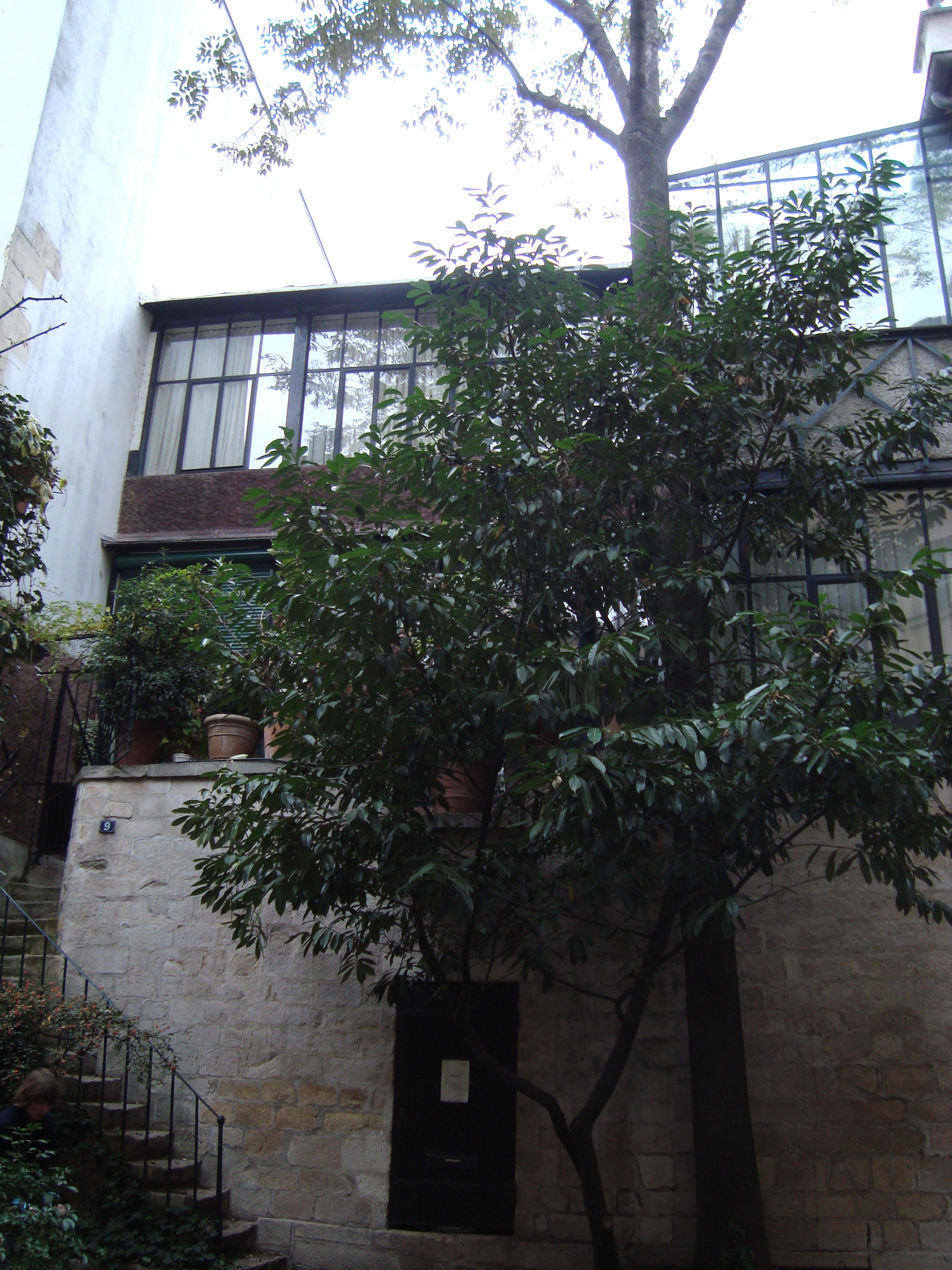
Мастерская Бальтюса в Cour de Rohan в Париже

Начиная с 1940-х годов внимание Бальтюса приковала тема пробуждающейся женственности. Он начал вводить в свои полотна символические мотивы (зеркало, бабочка, кот) и фигуры девушек-подростков, «застигнутых» в домашней обстановке в непринуждённо-соблазнительных позах. В те же годы он оформлял ряд спектаклей Арто («Ченчи», 1944) и Жана-Луи Барро («Состояние осады», 1948). В 1961—1977 годах Бальтюс возглавлял представительство Французской академии на вилле Медичи в Риме, изучал и перерабатывал классические образцы вроде Пьеро делла Франчески и Караваджо, стремясь придать своим полотнам фресковый колорит. Министр культуры Андре Мальро называл Бальтюса «нашим вторым послом в Италии».
В 1956 году после масштабной выставки в нью-йоркском Музее современного искусства о Бальтюсе заговорили в США. В последние сорок лет жизни художник увлёкся дальневосточной культурой в целом и японским изобразительным искусством в частности. Он часто посещал страну восходящего солнца и нашёл там спутницу жизни.
В 1968—1973 годах Бальтюс создал ряд полотен на традиционный для XVII века сюжет игроков в карты.
В 1983—1984 годах с размахом прошли ретроспективы творчества Бальтюса в парижском центре Жоржа Помпиду и в музее Метрополитен.
В 1991 году Бальтюс был награждён Императорской премией. На тот момент он был единственным из живущих, чьё произведение находилось в постоянной экспозиции Лувра (было завещано музею самим Пикассо).

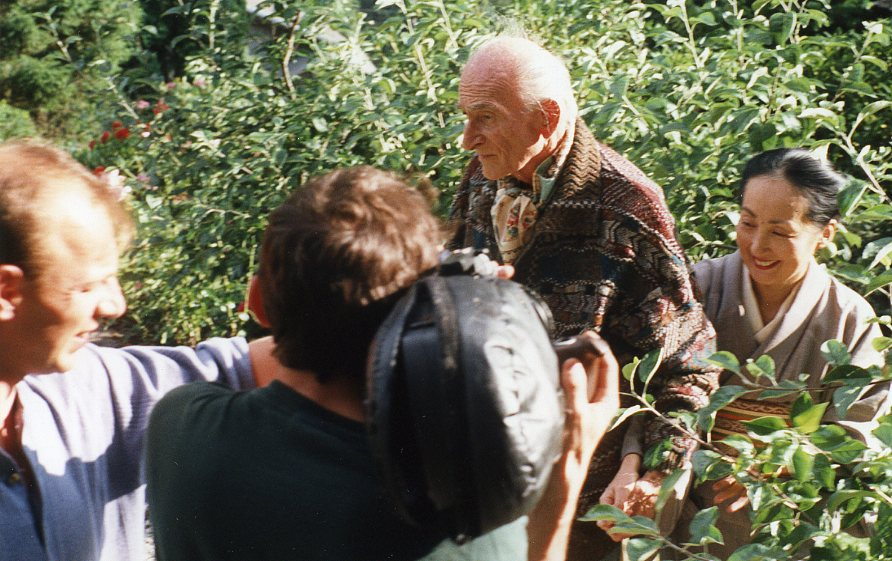
Бальтюс и его жена Сэцуко в саду их дома в Швейцарии. Из фильма Д. Петтигрю, 1996

В 1996 году канадский документалист Дэмиан Петтигрю выпустил фильм о художнике, «Бальтюс в Зазеркалье»; он был удостоен нескольких престижных кинонаград. О художнике сняты ещё несколько документальных лент.
Бальтюс умер в 2001 году на 93-м году жизни. На его похоронах присутствовал президент Ширак, и пел Боно из группы U2.

## Признание
О художнике в разное время писали Антонен Арто, Ив Бонфуа, Пьер Жан Жув, Альбер Камю, Жан Клер, Пьер Клоссовский, Райнер Мария Рильке, Рене Шар, Жан Старобинский, Федерико Феллини, Поль Элюар и др.

## Фильмы
- Документальный фильм Хайнца Бютлера нем. Balthus — Glatte, reiche Schönheit; 2003